# كارلو أنشيلوتي
كارلو أنشيلوتي (النطق الإيطالي: [ˈkarlo antʃeˈlɔtti]؛ مواليد 10 يونيو 1959) هو مدرب كرة قدم إيطالي محترف ولاعب سابق، يدرب منتخب البرازيل. يُلقب بـ «دون كارلو»، ويُعتبر أحد أعظم المدربين في التاريخ. أنشيلوتي هو المدير الفني الأكثر تتويجًا بألقاب دوري أبطال أوروبا في التاريخ، حيث فاز باللقب خمس مرات كمدرب (ثلاث مرات مع ريال مدريد ومرتين مع ميلان). وهو أيضًا الأول والوحيد الذي أدار فرقًا في ست نهائيات لدوري أبطال أوروبا. كلاعب، فاز بكأس أوروبا مرتين مع ميلان في عامي 1989 و1990، مما جعله واحدًا من سبعة أشخاص فازوا بكأس أوروبا أو دوري أبطال أوروبا كلاعب ومدرب. أنشيلوتي هو أيضًا المدرب الأول والوحيد الذي فاز بألقاب الدوري في جميع الدوريات الخمس الكبرى في أوروبا. وقد فاز بكأس العالم للأندية ثلاث مرات وهو رقم قياسي، وهو أيضًا المدير الفني الذي حقق أكبر عدد من الانتصارات في كأس السوبر الأوروبي، بعد أن فاز بالكأس في أربع مناسبات، مع ميلان وريال مدريد.
لعب أنشيلوتي كلاعب خط وسط وبدأ مسيرته المهنية مع نادي بارما الإيطالي، حيث ساعد النادي على الصعود إلى الدوري الإيطالي الدرجة الثانية في عام 1979. انتقل إلى روما في الموسم التالي، حيث فاز بلقب الدوري الإيطالي وأربعة ألقاب في كأس إيطاليا، وكذلك لعب مع ميلان في أواخر الثمانينيات، والذي فاز معهم بلقب الدوري مرتين وكأس أوروبا مرتين، من بين ألقاب أخرى. على المستوى الدولي، لعب للمنتخب الإيطالي في 26 مناسبة، وسجل هدف وحيد، وظهر في نسختين من نهائيات كأس العالم، وحصل على المركز الثالث في نسخة 1990 من البطولة، وكذلك بطولة أمم أوروبا 1988، حيث ساعد منتخب بلاده للوصول إلى الدور نصف النهائي.
كمدرب، درب كل من ريجيانا وبارما ويوفنتوس وميلان وتشيلسي وباريس سان جيرمان وريال مدريد وبايرن ميونخ ونابولي وإيفرتون، وحصل على الدوريات الخمس الكبرى وألقاب محلية في إيطاليا وإنجلترا وفرنسا وإسبانيا وألمانيا.
كمدرب، درب أنشيلوتي في ريجينا وبارما ويوفنتوس بين عامي 1995 و2001، قبل أن يرتقي إلى الصدارة مع ميلان. تم تعيينه كمدير فني في عام 2001، وفاز بدوري أبطال أوروبا 2002–03 وكأس إيطاليا 2002–03. وفي الموسم التالي، فاز بلقب الدوري الإيطالي برصيد 82 نقطة من 34 مباراة، وبعد ثلاث سنوات فاز بدوري أبطال أوروبا للمرة الثانية مع ميلان. خلال فترة عمله مع ميلان، حصل أنشيلوتي على جائزة أفضل مدرب في الدوري الإيطالي مرتين. أعلن استقالته من ميلان بعد موسم 2008-09، وترك منصب كأطول فترة لمدرب مع ميلان خلال فترة واحدة.
وفي عام 2009، تم تعيينه مدربًا لتشيلسي، وفاز بالثنائية المحلية الدوري وكأس الاتحاد الإنجليزي في موسمه الأول. في عام 2011، أصبح مديرًا فنيًا لنادي باريس سان جيرمان الفرنسي. في الموسم التالي فاز بأول لقب لهم في الدوري الفرنسي منذ 19 عامًا وحصل على جائزة أفضل مدرب بالشراكة لهذا العام. بعد نجاحه في فرنسا، تم تعيين أنشيلوتي مدير فني لريال مدريد. في موسمه الأول، قاد ريال مدريد للفوز بلقب دوري أبطال أوروبا العاشر، وفاز أيضًا بكأس الملك. على الرغم من حصوله على المزيد من الألقاب مع النادي وحصوله على جائزة ميغيل مونيوز لأفضل مدرب بالأداء في الدوري الإسباني لموسم 2014-15، تمت إقالة أنشيلوتي من ريال مدريد في مايو 2015. وأصبح مديرًا لبايرن ميونخ في عام 2016، حيث فاز فاز بلقب الدوري الألماني في موسمه الأول، وبعد فترات قضاها في نابولي وإيفرتون بين عامي 2018 و2021، عاد إلى ريال مدريد في صيف 2021، حيث واصل الفوز بثنائية الدوري الإسباني ودوري أبطال أوروبا. في عام 2025، عُيّن كمدرب لمنتخب وطني لأول مرة في مسيرته عندما شغل هذا المنصب مع البرازيل.

## المسيرة الكروية

### بارما
بدأ أنشيلوتي مسيرته الكروية في عام 1974 مع نادي بارما. وظهر لأول مرة كلاعب مُحترف في الدوري الإيطالي الدرجة الثالثة خلال موسم 1976–77 وكان عمره آنذاك 18 عامًا. وتحت قيادة المدرب تشيزاري مالديني كان يُوظَّف غالبًا كلاعب وسط هجومي أو مهاجم ثانٍ نظرًا لحاسته التهديفية. تألق أنشيلوتي في هذين الدورين وساهم في حصول بارما على المركز الثاني في مجموعة "جيروني A" من السيري C1 خلال موسم 1978–79، مما أهّل الفريق لخوض مباريات التصفيات المؤهلة إلى السيري B. وفي المباراة الحاسمة التي أُقيمت في فيتشنزا ضد نادي تريستينا، وبينما كانت النتيجة تشير إلى التعادل 1–1، سجّل أنشيلوتي هدفين، ليمنح بارما الفوز بنتيجة 3–1 ويضمن لهم الصعود إلى الدوري الإيطالي الدرجة الثانية في الموسم التالي.

### روما

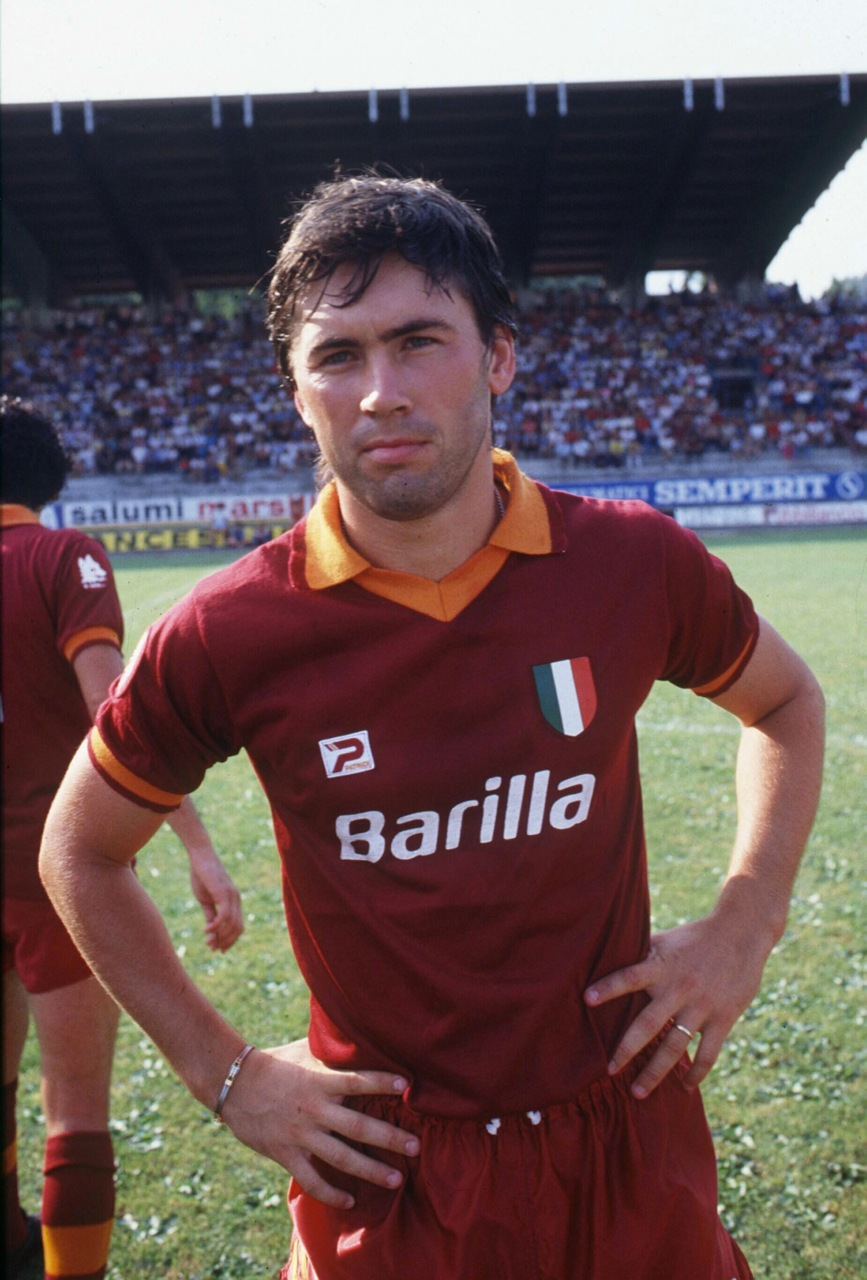
أنشيلوتي مع روما خلال موسم موسم 1983–84

بعد اهتمام كبير من نادي إنتر ميلان، انتقل أنشيلوتي إلى روما في منتصف عام 1979، وشارك لأول مرة في الدوري الإيطالي الدرجة الأولى في مباراة انتهت بالتعادل 0–0 أمام إي سي ميلان في 16 سبتمبر. تحت قيادة المدرب نيلس ليدهولم، لعب أنشيلوتي في مركز الجناح، وأصبح أحد أهم لاعبي الفريق الذي ضم لاعبين برازيليين في خط الوسط مثل فالكاو وتونينيو سيريسو إلى جانب لاعبين إيطاليين مثل روبيرتو بروتسو، برونو كونتي، أغوستينو دي بارتولومي وبيترو فييرجوود. فاز مع روما بلقبي كأس إيطاليا في أول موسمين له مع النادي. وخلال ثماني سنوات قضاها في روما، توّج بكأس إيطاليا أربع مرات (1980، 1981، 1984 و1986). وبعد معاناته من إصابات متكررة في الركبة، وتحقيق المركزين الثاني والثالث في الدوري خلال موسمي 1980–81 و1981–82، ساهم أنشيلوتي في قيادة الفريق نحو التتويج بلقب الدوري الإيطالي في موسم 1982–83، وهو اللقب الثاني في تاريخ النادي.
في الموسم التالي، ساعد أنشيلوتي روما على الفوز بلقب كأس إيطاليا مجددًا، والوصول إلى نهائي كأس أوروبا عام 1984، لكنه غاب عن المباراة النهائية بسبب الإصابة، حيث خسر روما بركلات الترجيح أمام ليفربول على ملعب الأولمبيكو في روما. وفي عام 1985، أصبح أنشيلوتي قائد الفريق تحت إشراف المدرب الجديد سفين غوران إريكسون، وفاز مجددًا بكأس إيطاليا في موسم 1985–86، لكنه خسر لقب الدوري الإيطالي بصعوبة مرة أخرى خلال موسم الدوري الإيطالي 1985–86، حيث أنهى الموسم في المركز الثاني خلف يوفنتوس.

### ميلان
من عام 1987 حتى 1992، لعب أنشيلوتي لصالح إي سي ميلان وكان لاعبًا أساسيًا في التشكيلة التي فازت بلقب الدوري الإيطالي عام 1988، وكأس أوروبا في موسمين متتاليين 1989 و1990، بالإضافة إلى لقبين في كأس السوبر الأوروبي، ولقبين في كأس الإنتركونتيننتال، وكأس السوبر الإيطالي، تحت قيادة المدرب أريغو ساكي. وخلال هذه الفترة، كان ميلان يحظى بدعم مالي كبير من رئيس النادي سيلفيو برلسكوني، وضمّ لاعبين بارزين مثل باولو مالديني، فرانكو باريزي، ماورو تاسوتي وأليساندرو كوستاكورتا في الدفاع، وفرانك ريكارد، رود خوليت وروبرتو دونادوني في الوسط، وماركو فان باستن في الهجوم. ومن أبرز لحظات أنشيلوتي مع ميلان كانت عندما تلقى تمريرة من رود خوليت، وراوغ اثنين من لاعبي ريال مدريد، وسجل هدفًا من تسديدة بعيدة في فوز ميلان الساحق 5–0 على ريال مدريد في نصف نهائي كأس أوروبا 1988–89. وقد شارك بعدها في المباراة النهائية التي فاز بها ميلان 4–0 على ستيوا بوخارست في نهائي كأس أوروبا 1989.
وفي الموسم التالي، تعرض أنشيلوتي لإصابة في ركبته اليسرى خلال ربع نهائي كأس أوروبا ضد كيه في ميخيلين مما منعه من المشاركة في نصف النهائي لكنه تعافى في الوقت المناسب وساهم في فوز ميلان باللقب مرة أخرى في النهائي ضد بنفيكا الذي أُقيم في فيينا. وبعد رحيل ساكي، حقق أنشيلوتي لقب الدوري الإيطالي للمرة الثانية تحت قيادة المدرب البديل فابيو كابيلو خلال موسم الدوري الإيطالي 1991–92، والذي شهد فوز ميلان باللقب دون أي خسارة. ولكن الإصابات المتكررة في الركبة والمنافسة مع اللاعب الشاب ديميتريو ألبرتيني حدّت من مشاركاته وأدت في نهاية المطاف إلى اعتزاله المبكر في نهاية الموسم عن عمر يناهز 33 عامًا. وكانت آخر مباراة له في مسيرته مع النادي في 17 مايو 1992 في الفوز 4–0 على هيلاس فيرونا على أرضية ملعب سان سيرو حيثُ دخل كبديل في آخر 20 دقيقة من المباراة وسجل هدفين، وتلقى تحية وتصفيقًا حارًا من الجماهير.

## المسيرة التدريبية

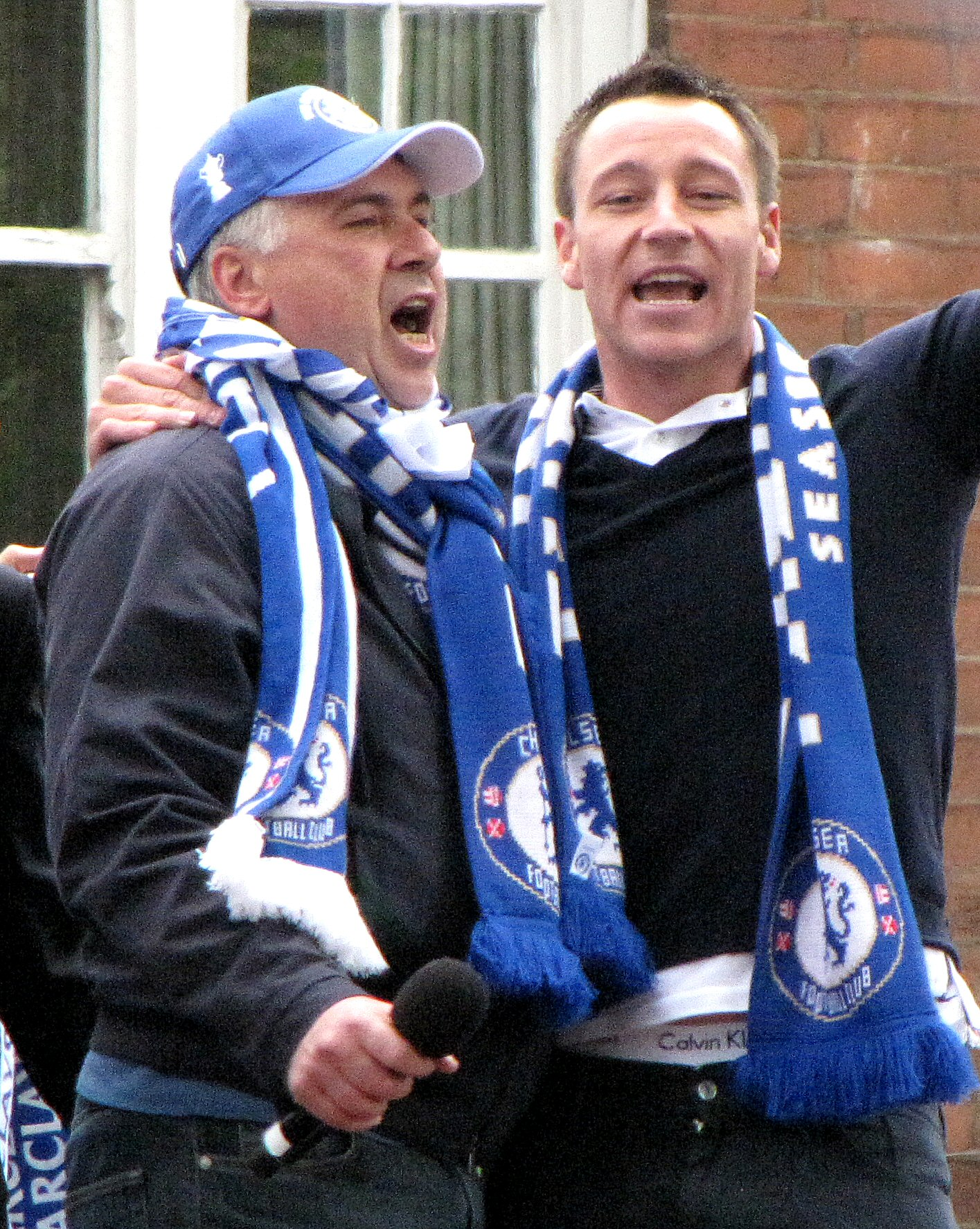
انشيلوتي مع تشيلسي عام 2010

### نادي ريجيانا
بعد اعتزاله لكرة القدم، توجه إلى مهنه التدريب، وقد درب في بدايته نادي ريجيانا وصعد بهم الی الدرجة الأولى، وقد ساعدهم على الصعود إلى دوري الدرجة الأولى الإيطالي، وفي عام 1996 انتقل إلى تدريب نادي بارما وحقق المركز الثاني خلف يوفنتوس بثلاثة نقاط، أما في موسمه الثاني حقق المركز السادس، وفي عام 1999 انتقل لتدريب نادي يوفنتوس خلفا للمدرب مارتشيلو ليبي ولم يحالفه الحظ في موسمين متتالين واصطدم بنادي لاتسيو التاريخي وأصبح وصيفه بفارق نقطة، اما موسمه الثاني حل في الوصافة أيضا خلف روما كابيلو بفارق نقطتين فقط وحقق بطولة كأس إنترتوتو.

### ميلان
وفي عام 2001 انتقل إلى تدريب إيه سي ميلان، وفي أول مواسمه مع إيه سي ميلان، قاد الفريق للعودة إلى البطولات الأوروبية، فقادهم إلى الحصول على المركز الرابع في كأس الاتحاد الأوروبي، وفي الموسم الذي تلاه دعم الفريق بلاعبي خط الوسط أندريا بيرلو وروي كوستا، وفي ذلك الوقت كان المهاجمين أندريه شيفشينكو وفيليبو إنزاغي يعيشان أفضل فتراتهما، مما ساعد إيه سي ميلان على الفوز بكأس إيطاليا ودوري أبطال أوروبا، وقد جلب لاعب خط الوسط البرازيلي كاكا إلى إيه سي ميلان، مما أدى إلى زيادة حظوظه في الدوري المحلي، وقد استطاع أن يفوز بالدوري في ذلك الموسم، بعد ذلك قاده للفوز بدوري أبطال أوروبا مرة أخرى بالإضافة إلى كأس السوبر الأروبي وبطولة العالم للأندية عام 2007.

### تشيلسي
وفي 2009 انتقل إلى تدريب نادي تشيلسي الإنكليزي وحقق في أولى مواسمه معهم ′ ثنائية ′ الدوري والكأس الدوري الإنجليزي وكأس الاتحاد الإنجليزي لأول مرة في تاريخ نادي تشيلسي.

### باريس سان جيرمان
اتجه من نادي تشيلسي إلى باريس سان جيرمان وقادهم إلى تحقيق الدوري الفرنسي، وإلى ربع نهائي دوري أبطال أوروبا.

### ريال مدريد
في 25 يونيو 2013، أصبح أنشيلوتي مديرًا فنيا لريال مدريد كبديل لجوزيه مورينيو، حيث وقع عقدًا لمدة ثلاث سنوات. تم تقديمه في مؤتمر صحفي في ملعب سانتياغو برنابيو، حيث أُعلن أيضًا أن زين الدين زيدان وبول كليمنت سيكونان مساعديه. بعد وقت قصير من وصوله، أكد ريال مدريد التوقيع مع إيسكو مقابل 24 مليون يورو تلاها التوقيع مع آسير إياراميندي مقابل 32 مليون يورو. غادر المهاجم الأرجنتيني غونزالو هيغواين النادي مقابل 40 مليون يورو لنابولي. هذا، إلى جانب بيع مسعود أوزيل إلى أرسنال، ليمهد الطريق أمام التوقيع القياسي العالمي الجديد لغاريث بيل مقابل 86 مليون جنيه إسترليني (105 مليون يورو) من توتنهام هوتسبير. في المباراة الأولى لأنشيلوتي في الدوري، في 18 أغسطس 2013، فاز ريال مدريد 2–1 على أرضه أمام ريال بيتيس. في ريال مدريد، غيّر أنشيلوتي في النهاية تشكيلة 4–2–3–1 التي كان يعتمد عليها سلفه، وتحول إلى تشكيلة 4–3–3 ريال بيتيس، حيث برع الجناح الأرجنتيني أنخيل دي ماريا بشكل خاص كلاعب وسط في الجانب الأيسر، ولعب دورًا رئيسيًا في نجاحات النادي. في 16 أبريل 2014، فاز أنشيلوتي بأول لقب رئيسي له كمدرب لريال مدريد بعد فوزه على برشلونة 2–1 في نهائي كأس ملك إسبانيا الذي أقيم على ملعب ميستايا. في 29 أبريل، فاز ريال مدريد على بايرن ميونخ في الدور نصف النهائي من دوري أبطال أوروبا بنتيجة 5–0 (1–0 في مدريد و0–4 في ميونخ)، مع وصول اللوس بلانكوس إلى المباراة النهائية الأولى منذ آخر مرة فاز بالمسابقة في عام 2002. في 24 مايو، فاز ريال مدريد بكأس دوري أبطال أوروبا العاشر بعد فوزه على أتلتيكو مدريد في النهائي 4–1 في الوقت الإضافي. وأصبح ثاني مدرب فقط بعد بوب بيزلي مدرب ليفربول يفوز بالبطولة في ثلاث مناسبات وأول رجل يفوز بدوري أبطال أوروبا مرتين كلاعب وثلاث مرات كمدرب حتى يومنا هذا. بالإضافة إلى الفوز بدوري أبطال أوروبا، فقد احتلوا المركز الثالث في الدوري الإسباني، وخسروا المركز الثاني لبرشلونة، وفازوا بكأس الملك.
في 12 أغسطس، فاز أنشيلوتي بلقب أوروبي آخر، حيث فاز ريال مدريد 2–0 على إشبيلية في كأس السوبر الأوروبي 2014. في الأشهر الأربعة الأخيرة من عام 2014، سجل فريقه رقماً قياسياً إسبانيًا بحصوله على 22 انتصارًا متتاليًا في جميع المسابقات التي بدأت في 16 سبتمبر وتوجت بأول لقب لريال مدريد في كأس العالم للأندية في ديسمبر 2014، حيث أنهى عام 2014 بأربعة ألقاب. من خلال حصوله على المركز الثالث فقط لموسم الدوري الإسباني 2013–14، أصبح أول مدرب لريال مدريد ينهي الدوري خارج المركزين الأول والثاني في الدوري الإسباني منذ موسم 2003–04، وأيضًا أول مدرب لريال مدريد يكون خلف المنافس في المدينة أتلتيكو في جدول الدوري منذ موسم 1995–96. في 1 ديسمبر 2014، تم ترشيح أنشيلوتي كواحد من المتأهلين الثلاثة للتصفيات النهائية لجائزة مدرب العام للفيفا لعام 2014. في 19 يناير 2015، تم إدخال أنشيلوتي في قاعة مشاهير كرة القدم الإيطالية. وفي 20 يناير 2015، فاز بجائزة أفضل مدرب في العالم من الاتحاد الدولي لتاريخ وإحصاءات كرة القدم. أنهى ريال مدريد موسم 2014–15 بالدوري في المركز الثاني، مسجلاً 118 هدفاً. وتم إقصاؤهم من دور الـ16 في كأس الملك. في 25 مايو 2015، أعلن رئيس ريال مدريد فلورنتينو بيريز أن مجلس إدارة النادي قد اتخذ «قرارًا صعبًا للغاية» بإعفاء أنشيلوتي من مهامه بشكل فوري. صرح بيريز أن أنشيلوتي فاز بقلوب كل من مجلس الإدارة والمشجعين، وسيكون له دائمًا مكان في تاريخ النادي لأنه كان المدرب الذي قادهم إلى العاشرة. وأضاف «لكن المطالب كبيرة في هذا النادي ونحن بحاجة إلى دفعة جديدة من أجل الفوز بالبطولات ونكون في أفضل حالاتنا».
وبعد رحيله عن مدريد، أجرى أنشيلوتي محادثات حول العودة إلى ميلان، وهو ما رفضه، قائلاً: «كان من الصعب عليّ رفض مثل هذا النادي المحبوب، لكنني بحاجة إلى بعض الراحة. أتمنى لهم التوفيق». وذكر أنه يريد أن يأخذ إجازة لمدة عام ويخضع لعملية جراحية لتضيق العمود الفقري. انتقل لاحقًا إلى فانكوفر، كندا.

### بايرن ميونخ
في 20 ديسمبر 2015، أكد كارل-هاينتس رومنيغه، الرئيس التنفيذي لبايرن ميونخ، أن أنشيلوتي سيحل محل بيب غوارديولا كمدير فني لموسم 2016–17، بتوقيع عقد لمدة ثلاث سنوات.

### نابولي
في 23 مايو 2018، تم تعيين أنشيلوتي مدربًا لنادي نابولي، حيث وقع عقدًا لمدة ثلاث سنوات، ليحل محل ماوريسيو ساري. في 19 أغسطس، عاد إلى الدوري الإيطالي، وفاز بأول مباراة له كمدرب بنتيجة 2–1 خارج ملعبه على لاتسيو. في 10 ديسمبر 2019، أُقيل أنشيلوتي على الرغم من فوزه 4–0 على أرضه ضد جينك في المباراة الأخيرة في دور المجموعات من دوري أبطال أوروبا 2019–20 والتي ضمنت تأهل نابولي إلى دور الـ16. جاء القرار بعد لقاء مع رئيس نابولي أوريليو دي لورينتيس.

### إيفرتون
في 12 ديسمبر 2019، أعلنت إدارة نادي إيفرتون الإنجليزي تعيين الإيطالي كارلو أنشيلوتي مديرا فنيا جديدا للفريق، في صفقة مدتها أربع سنوات ونصف. كانت أول مباراة له كمدرب هي الفوز 1–0 على ضيفه بيرنلي في 26 ديسمبر. في 1 مارس 2020، طُرد أنشيلوتي من الحكم كريس كافاناغ. تم اتهامه بسوء السلوك من قبل الاتحاد الإنجليزي لكرة القدم في اليوم التالي. واصل أنشيلوتي تسجيل ثمانية انتصارات وخمسة تعادلات وستة هزائم في الدوري في موسمه الأول مع إيفرتون، حيث احتل إيفرتون المركز الثاني عشر.
خلال نهاية الموسم، وقع أنشيلوتي مع لاعبيه السابقين خاميس رودريغيز وآلان، إلى جانب بين غودفري وعبد الله دوكوري ونييلس نكونكو والمعار روبن أولسن. بدأ إيفرتون موسم 2020–21 بسبعة انتصارات متتالية في جميع المسابقات، واختير أنشيلوتي مدرب الشهر في الدوري الإنجليزي الممتاز لشهر سبتمبر. بعد تراجع مستواه، شهد استئناف النتائج الجيدة إنهاء إيفرتون عام 2020 في المركز الرابع، لكنه خرج من كأس رابطة الأندية الإنجليزية المحترفة، وخسر 2–0 أمام مانشستر يونايتد في ربع النهائي. في فبراير، قاد أنشيلوتي إيفرتون للفوز 2–0 على ليفربول في ديربي الميرسيسايد، وهو الأول لإيفرتون في جميع المسابقات على الريدز منذ عام 2010، والأول على ملعب أنفيلد منذ عام 1999. كانت النتائج للفترة المتبقية من الموسم مختلطة، وأنهى إيفرتون الموسم. في المركز العاشر.

### عودته لريال مدريد
في 1 يونيو 2021، استقال أنشيلوتي من منصبه في إيفرتون لينضم مجددًا إلى ريال مدريد، بعد استقالة زيدان، ووقع عقدًا حتى عام 2024. في 19 سبتمبر 2021، وصل أنشيلوتي إلى حاجز 800 مباراة في الدوري مع أندية من الدوريات الأوروبية الخمس الكبرى. على الصعيد المحلي، حقق لقبين من أصل ثلاثة ممكنة، حيث فاز بالدوري الإسباني وكأس السوبر الإسباني. على هذا النحو، فاز أنشيلوتي بجميع الجوائز الستة المتاحة في مدريد، بالإضافة إلى أنه أصبح أول مدرب يفوز بجميع الدوريات الخمس الكبرى في أوروبا. في نهائي دوري أبطال أوروبا ضد ليفربول، حسم هدف فينيسيوس الوحيد الفوز بكأس أبطال أوروبا الـ14 لللوس بلانكوس، والثاني لأنشيلوتي في مع النادي. كما حقق ريال الثنائية الأوروبية للمرة الرابعة على الإطلاق. وبهذا الفوز أصبح أنشيلوتي أول مدرب في التاريخ يفوز بأربعة ألقاب لدوري أبطال أوروبا.
في بداية موسم 2022–23، قاد أنشيلوتي ناديه للفوز بكأس السوبر الأوروبي، وهو لقبه الثامن في مدريد. في 2 نوفمبر 2022، فاز برقم قياسي بلغ 103 مباراة في دوري أبطال أوروبا، بعد فوزه 5-1 على سلتيك. في 11 فبراير 2023، قادهم أنشيلوتي للفوز بكأس العالم للأندية للمرة الخامسة، حيث فاز ريال مدريد على الهلال 5–3 في النهائي. أنهى ريال مدريد الموسم في المركز الثاني خلف برشلونة في الدوري الإسباني، وخسر أيضًا أمام مانشستر سيتي في نصف نهائي دوري أبطال أوروبا، لكنه تغلب على أوساسونا 2–1 ليفوز بكأس الملك 2022–23.
تمكن من الفوز بجميع المباريات الثلاث الافتتاحية لموسم مدريد في الدوري 2023–24، وحصل على لقب مدرب الشهر في الدوري الإسباني في أغسطس. مع فوز فريقه 2–1 على ريال سوسيداد في 17 سبتمبر 2023، حقق أنشيلوتي فوزه رقم 173 مع ريال مدريد، متجاوزًا زين الدين زيدان ليصبح المدرب صاحب ثاني أكبر عدد من الانتصارات في تاريخ النادي.

### البرازيل
في 12 مايو 2025، أعلن الاتحاد البرازيلي لكرة القدم تعيين كارلو أنشيلوتي مديرًا فنيًا جديدًا للمنتخب البرازيلي. ويُعد منتخب البرازيل أول تجربة دولية لأنشيلوتي كمدرب حيث تولى المنصب رسميًا في 26 مايو 2025.

## حياته الشخصية

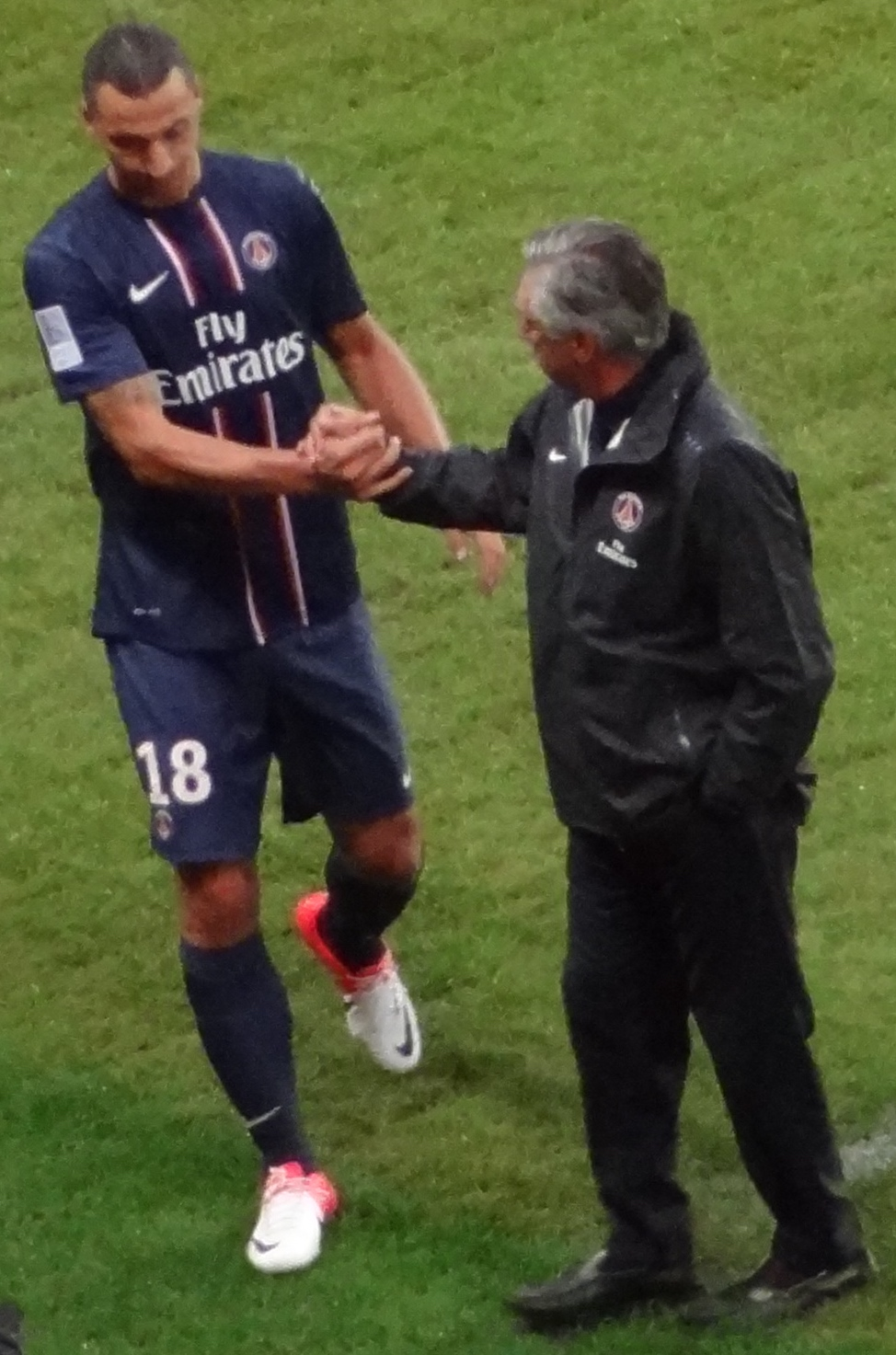
كارلو أنشيلوتي يصافح زلاتان إبراهيموفيتش

يملك كارلو أنشيلوتي ابنان وهما الابنة كاتيا والابن دافيد، والذي لعب في فريق الشباب في ميلان ثم انضم إلى نادي بروجومانيرو. كان متزوجاً من لويسا جيبيليني لمدة 25 سنة، لكنه انفصل عنها في عام 2008، قبل أن يتزوج عام 2014 من سيدة الأعمال الكندية ماريان بارينا، كما عرف عنه موقفاً مهماً أثناء مرض والده وتدريبه لتشلسي في لندن، حيث كان يسافر بشكل دوري ومتكرر كي يكون قرب والده المريض، والذي توفي لاحقاً في عام 29 سبتمبر 2010 عن عمر يناهز 87 عام، وعن ذلك قال أنشيلوتي «أنا مطالب بأن أكون قريباً من والدي بقدر ما أنا مطالب بإدارة الفريق، لا أواجه مشاكل في الأمرين».

## الإنجازات

### كلاعب
روما
- ميلان
- الدوري الإيطالي: 1982–83
- كأس إيطاليا: 1979–80، 1980–81، 1983–84، 1985–86

ميلان
- الدوري الإيطالي: 1987–88، 1991–92
- كأس السوبر الإيطالي: 1988
- كأس أوروبا: 1988–89، 1989–90
- كأس السوبر الأوروبي: 1990
- كأس الإنتركونتيننتال: 1989

إيطاليا
- كأس العالم المركز الثالث: 1990

### كمدرب
يوفنتوس
- كأس انترتوتو: 1999

ميلان
- الدوري الإيطالي: 2003–04
- كأس إيطاليا: 2002–03
- كأس السوبر الإيطالي: 2004
- دوري أبطال أوروبا: 2002–03، 2006–07[82]
- كأس السوبر الأوروبي: 2003، 2007
- كأس العالم للأندية: 2007

تشيلسي
- الدوري الإنجليزي الممتاز: 2009–10[83]
- كأس الاتحاد الإنجليزي: 2009–10[81]
- درع الاتحاد الإنجليزي: 2009[81]

باريس سان جيرمان
- الدوري الفرنسي: 2012–13

ريال مدريد
- الدوري الاسباني: 2021–22،[84] 2023–24[85]
- كأس ملك إسبانيا: 2013–14،[86] 2022–23[87]
- كأس السوبر الإسباني: 2022،[88] 2023–24[89]
- دوري أبطال أوروبا: 2013–14،[90] 2021–22،[91] 2023–24[92]
- كأس السوبر الأوروبي: 2014،[93] 2022،[94] 2024[95]
- كأس العالم للأندية: 2014،[96] 2022[97]
- كأس القارات للأندية: 2024[98]

بايرن ميونخ
- الدوري الألماني: 2016–17
- كأس السوبر الألماني: 2016، 2017

الفردية
- مدرب العام في الدوري الإيطالي: 2001، 2004[99]
- جائزة المقعد الذهبي: 2002–03، 2003–04[100]
- مدرب العام في الدوري الفرنسي: 2012–13 (بالتشارك مع كريستوف غالتيير)
- أفضل مدرب أندية من الاتحاد الدولي لتاريخ وإحصاءات كرة القدم: 2007، 2014[101]
- مدرب العام لكرة القدم الأوروبية: 2003
- مدرب العام من مجلة وورلد سوكر: 2003[102]
- جائزة جلوب سوكر لأفضل مدرب في العام: 2014[103]
- مدرب الشهر في الدوري الإنجليزي الممتاز: نوفمبر 2009، أغسطس 2010، مارس 2011، أبريل 2011، سبتمبر 2020[83]
- جائزة جلوب سوكر لأفضل جاذب للإعلام في كرة القدم: 2014[103]
- جائزة إنزو بيرزوت: 2014[104]
- جائزة مدرب العام للفيفا الوصيف: 2014[105]
- جائزة ميغيل مونيوز: 2014–15
- المرتبة 8 في قائمة أعظم المدربين في كل التاريخ من فرانس فوتبول: 2019[106][107]
- المرتبة 18 في قائمة أعظم المدربين في كل التاريخ من فور فور تو: 2020[108]
- قاعة مشاهير روما: 2014[109]
- قاعة مشاهير كرة القدم الإيطالية: 2015[35]
- قاعة مشاهير ميلان

### الأوسمة
الخامسة / فارس: وسام استحقاق الجمهورية الإيطالية: 1991
 الخامسة / ضابط: وسام نجمة التضامن الإيطالي: 2014

## وصلات خارجية
- كارلو أنشيلوتي على موقع IMDb (الإنجليزية)
- كارلو أنشيلوتي على موقع ألو سيني (الفرنسية)
- كارلو أنشيلوتي على موقع قاعدة بيانات الفيلم (الإنجليزية)
- كارلو أنشيلوتي على موقع الاتحاد الدولي (مؤرشف)  (الإنجليزية)
- كارلو أنشيلوتي على موقع الاتحاد الأوربي (الإنجليزية)
- كارلو أنشيلوتي على موقع قاعدة بيانات كرة القدم.إي يو (الإنجليزية)
- كارلو أنشيلوتي على موقع بيانات كرة القدم. دي إي (الألمانية)
- كارلو أنشيلوتي على موقع ليكيب (الفرنسية)
- كارلو أنشيلوتي على موقع ناشيونال فوتبول تيمز (الإنجليزية)
- كارلو أنشيلوتي على موقع Soccerbase.com (لاعب) (الإنجليزية)
- كارلو أنشيلوتي على موقع Soccerbase.com (مدرب) (الإنجليزية)
- كارلو أنشيلوتي على موقع عالم كرة القدم.نت (الإنجليزية)